# Miquel Fabra
Miquel Fabra (Regne de Castella?, finals del segle xii - València, segle xiii) va ser un religiós que acompanyà Sant Domènec de Guzmán en la fundació de l'Orde dels Predicadors i que fou confessor del rei Jaume I el Conqueridor.

## Biografia
Els orígens de Miquel Fabra són discutits. A la seva crònica, Pere Marsili afirma que era de nació castellana, però hom ha proposat també que fos català o aragonès, atès que sembla que aquest cognom no es documenta a Castella.
Durant la croada albigesa maldà per la conversió dels albigesos, però s'oposà a Simó de Montfort per les mesures extremes que aquest emprengué, com la massacre de Besiers. Domènec de Guzmán, que havia fundat l'orde dels Predicadors el 1215, en donà l'hàbit a Fabra a Tolosa de Llenguadoc, i l'envià a París el 1217 a ensenyar-hi teologia i/o a predicar-hi. Fabra va ser el primer professor de teologia de l'orde i exercí el seu magisteri al convent de Sant Jaume de París. Posteriorment, pels voltants del 1219, el cerdà fou destinat a Barcelona i hi esdevingué confessor de Jaume el Conqueridor. Gràcies al favor del monarca, acompanyà les expedicions que emprengué per a la conquesta de Mallorca (1229-1230) i del Regne de València (1232-1238), i s'hi abocà en la conversió dels habitants al cristianisme, i en la fundació de convents de l'Orde dels Predicadors. Pel favor que li tenia el Rei en Jaume, l'església de Sant Miquel de Palma fou dedicada a Sant Miquel. L'any 1248 intervingué amb Ramon de Penyafort i l'arquebisbe de Tarragona Pere d'Albalat en el nomenament del nou bisbe de Lleida, Guillem de Barberà.
És venerat com a beat.